# Aleksandăr Protogerov
Aleksandăr Nikolov Protogerov (in bulgaro Александър Николов Протогеров?; Ocrida, 28 febbraio 1867 – Sofia, 7 luglio 1928) è stato un generale, politico e rivoluzionario bulgaro.

## Biografia
Protogerov nacque il 28 febbraio 1867 ad Ohrid, allora sotto il dominio ottomano e oggi Macedonia del Nord . Successivamente completò gli studi primari presso la locale scuola dell'Esarcato bulgaro. Il 5 ottobre 1882 entrò nella Scuola Militare di Sofia, capitale del Principato di Bulgaria, e, come cadetto, partecipò come volontario alla Guerra serbo-bulgara, combattuta nel 1885. Nel 1887 si diplomò alla scuola militare e fu assegnato alla fanteria. Nel 1890 era già tenente, mentre nel 1894 divenne capitano e prestò servizio come aiutante di campo nella 1° brigata della 5° divisione di fanteria del Danubio. Prestò servizio a Ruse, dove fu a capo delle Confraternite degli Ufficiali Bulgari. Fu poi comandante di compagnia del 32º Reggimento di Fanteria di Zagore. Come ufficiale bulgaro, fu anche membro del Comitato Supremo Macedone-Adrianopoli. Protogerov prese parte alla rivolta di Gorna Dzhumaya nel 1902 e alla rivolta di Ilinden-Preobrazhenie nel 1903 . Successivamente si unì all'Organizzazione Rivoluzionaria Interna Macedone (IMRO) .
Era un massone bulgaro e ricoprì una posizione di rilievo (Gran Maestro) nella loggia di cui era membro fin dagli anni 1910 . Durante le Guerre balcaniche, Protogerov fu uno degli organizzatori del Corpo dei Volontari Macedone-Adrianopolitano e comandante aggiunto di questa unità militare. Dal 1912 al 1918 fu presidente del Comitato Esecutivo delle confraternite caritatevoli macedoni in Bulgaria . Durante la Prima guerra mondiale, comandò la 3° Brigata di Fanteria dell'11ª Divisione di Fanteria Macedone. Protogerov conquistò la regione di Štip, insieme a Todor Aleksandrov. Alla fine di ottobre, ordinò il massacro di 120 prigionieri di guerra serbi feriti e malati dell'ospedale di Štip, uccisi in un villaggio vicino a Štip da unità dell'11ª Divisione e dai komitadji sotto il comando del voivoda Ivan Yanev Barlev. Il Comando Supremo bulgaro scelse Protogerov per la sua esperienza nella guerriglia e per la sua partecipazione all'IMRO filo-bulgaro. Considerava i serbi i peggiori nemici. Il 10 marzo, diede ai ribelli l'ultimatum di arrendersi entro cinque giorni. Entro quindici giorni, sconfisse i ribelli. L'esercito sotto il suo comando e le sue unità dell'IMRO repressero i civili, distrussero molti villaggi, uccisero migliaia di persone e commisero stupri di massa . Le atrocità continuarono nei mesi successivi sotto i suoi successori, il colonnello Tasev (che lo sostituì come capo) e il tenente colonnello Durvingov, che fu scelto da Protogerov .Nel 1918, come comandante della guarnigione di Sofia, represse la rivolta di Radomir, una rivolta dei soldati bulgari . Le autorità jugoslave considerarono lui e Aleksandrov criminali di guerra . 

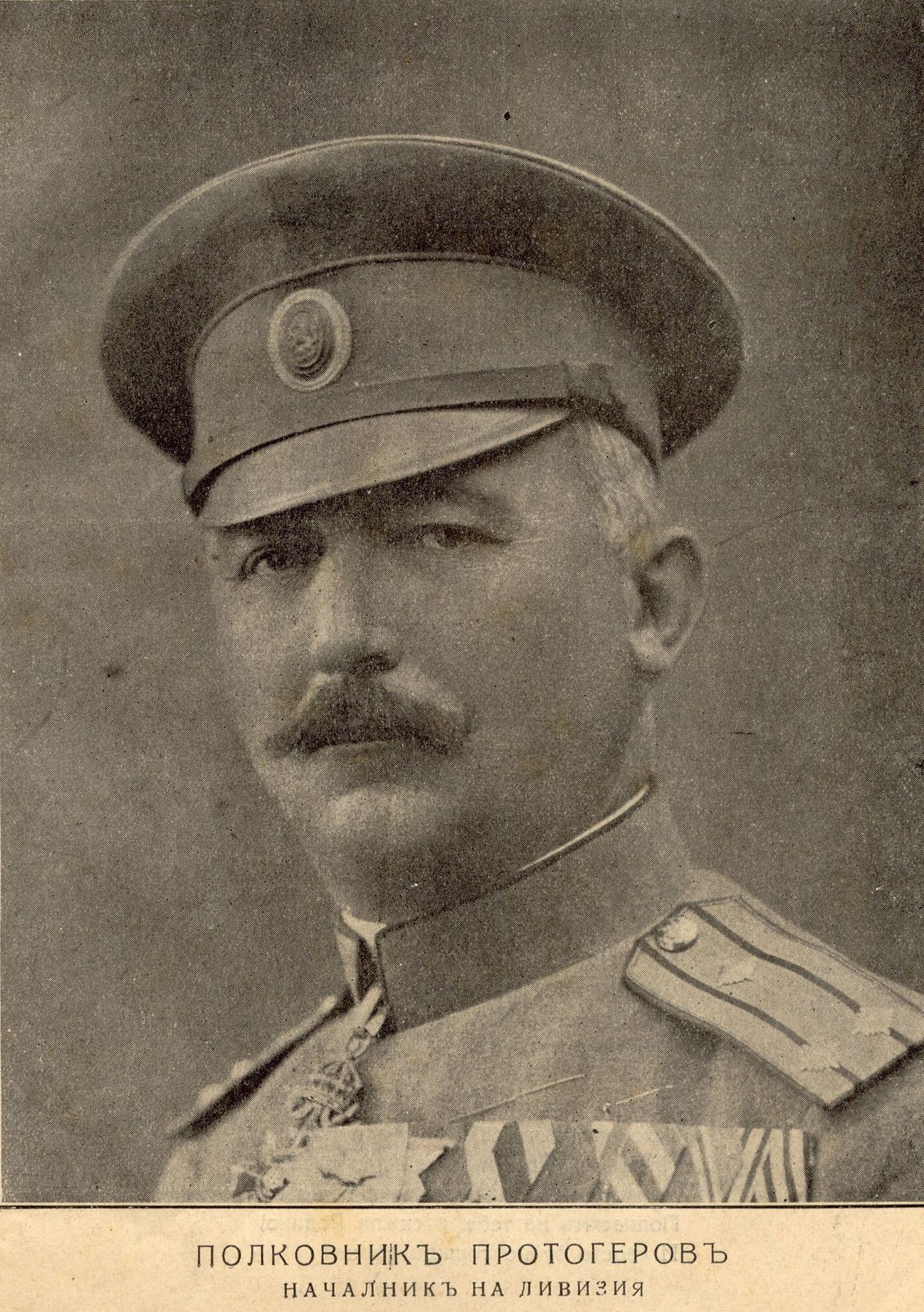
Aleksandăr Protogerov in uniforme.

Dopo la Prima guerra mondiale, nel 1919, l'IMRO fu ripristinato, con lui, Todor Aleksandrov e Petar Chaulev come membri del Comitato Centrale. Tuttavia, Aleksandrov fu riconosciuto come leader e molti lo chiamarono "il VMRO di Aleksandrov" . Nello stesso anno, a nome del Comitato esecutivo delle società macedoni, inviò una lettera alla Conferenza di pace di Parigi, chiedendo l'annessione della Macedonia alla Bulgaria. Tuttavia, la Macedonia del Nord fu ceduta al Regno dei Serbi, Croati e Sloveni . Sia lui che Aleksandrov furono arrestati dalle autorità agrarie bulgare dopo la loro ascesa al potere nell'agosto del 1919 , che li accusarono di crimini di guerra, ma riuscirono a fuggire con l'aiuto di ufficiali bulgari il 13 novembre 1919 . In seguito, stabilirono una roccaforte dell'IMRO nel distretto di Petrich, che gestirono come uno stato indipendente. Furono imposte tasse anche alla popolazione locale e i fondi furono forniti dalle autorità italiane, che li sostenevano contro la Jugoslavia. Il ministro degli Interni Aleksandar Dimitrov ordinò l'arresto dei leader dell'IMRO, ma questi si diedero alla clandestinità . Firmò un accordo nel novembre del 1920 con il rappresentante albanese Hasan Prishtina, che stabiliva la "liberazione della Macedonia nei suoi confini etnografici e geografici", mentre la questione del Debar doveva essere decisa con un plebiscito . Nel 1922, Protogerov progettò la creazione di una Macedonia autonoma, con Salonicco come capitale, come parte dello Zarato di Bulgaria . Nel 1923, l'IMRO sotto lui e Aleksandrov assassinò il primo ministro bulgaro, Aleksandar Stamboliyski, dopo che aveva firmato il trattato di Niš con il Regno dei Serbi, Croati e Sloveni e si era assunto l'obbligo di sopprimere le operazioni militari dell'IMRO svolte dal territorio bulgaro.

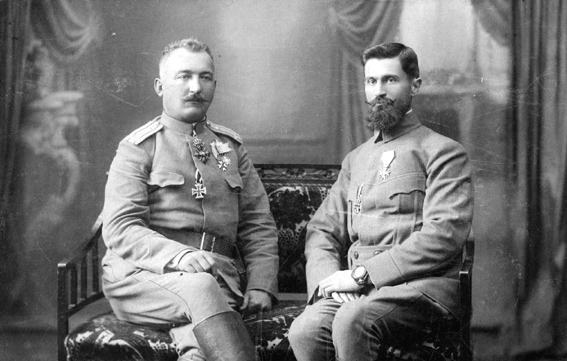
Protogerov e Todor Alexandrov.

Nel 1924, l'IMRO avviò trattative con il Comintern sulla collaborazione tra i comunisti e il movimento macedone e sulla creazione di un movimento macedone unito. Nel 1924, a Vienna, firmò il Manifesto di Maggio insieme ad Aleksandrov e Chaulev, dichiarando la lotta dell'IMRO per una Macedonia indipendente in alleanza con i comunisti . In seguito, Protogerov negò attraverso la stampa bulgara di aver mai firmato alcun accordo, sostenendo che il Manifesto di Maggio fosse un falso comunista. Poco dopo, Aleksandrov fu assassinato in circostanze poco chiare e l'IMRO passò sotto la guida di Ivan Mihailov. Nel 1925 Protogerov fu ferito nell'assalto alla chiesa di Santa Nedelya organizzato dai comunisti. L'IMRO era diviso tra l'ala di Protogerov, sostenuta da Aleksandar Tsankov, e l'ala di Mihailov, sostenuta da Andrey Lyapchev . La fazione guidata da Protogerov optò per continuare con le tattiche di guerriglia, mentre quella guidata da Mihailov insistette su attacchi terroristici individuali . Protogerov fu assassinato per ordine di Mihailov il 7 luglio 1928 . Dopo la sua morte, Mihailov divenne l'unico leader dell'IMRO . Dopo la sua morte, una fazione composta dai suoi sostenitori (noti come Protogerov) emerse nell'IMRO. Furono coinvolti in una lotta intestina con i Mihailovisti dal 1928 al 1934, dopodiché si unirono a Zveno e si unirono al Fronte della Patria comunista durante la Seconda guerra mondiale . La storiografia macedone dell'era jugoslava considerava Protogerov parte di un gruppo di "rinnegati bulgarizzati del movimento rivoluzionario e di liberazione macedone" .